# Brecht (film)
Pour les articles homonymes, voir Brecht.
Pour plus de détails, voir Fiche technique et Distribution.
Brecht est un film de fiction germano-austro-tchèque en deux parties sorti en 2019, produit pour la télévision sous forme de biopic et de docudrame. Le film, qui traite de la vie et de l'œuvre du dramaturge et poète Bertolt Brecht, a été réalisé par Heinrich Breloer sur son propre scénario. 
La première a eu lieu à la Berlinale 2019,.

## Synopsis
Le film se concentre davantage sur les nombreuses relations féminines de Brecht (de Paula Banholzer à Marianne Zoff, Helene Weigel, Elisabeth Hauptmann, Ruth Berlau, Käthe Reichel, Regine Lutz jusqu'à Isot Kilian) que sur l'œuvre poétique et dramaturgique. Le terme « théâtre épique » n'est pas utilisé, mais il y a des scènes de répétition dans la deuxième partie dans lesquelles le processus de travail de Brecht est illustré avec celui du Berliner Ensemble.

## Fiche technique
- Titre original : Brecht
- Réalisation : Heinrich Breloer
- Scénario : Heinrich Breloer
- Photographie : Gernot Roll
- Montage : Claudia Wolscht (de)
- Musique : Hans Peter Ströer (de)
- Costumes : Ute Paffendorf
- Pays d'origine : Allemagne, Autriche, Tchéquie
- Langue originale : allemand, anglais
- Format : couleur
- Genre : biographique
- Durée : 187 minutes
- Dates de sortie :
  - Allemagne : 9 février 2019 (Berlinale)
  - Belgique : 22 mars 2019

## Distribution
- Burghart Klaußner : Bertolt Brecht
- Tom Schilling : Bertolt Brecht (1916-1933)
- Adele Neuhauser : Helene Weigel
- Lou Strenger : Helene Weigel
- Laura de Boer : Isot Kilian
- Mala Emde : Paula Banholzer (de)
- Karolina Horster : Käthe Rülicke (de)
- Trine Dyrholm : Ruth Berlau
- Franz Hartwig : Caspar Neher
- Ernst Stötzner : Caspar Neher (1940-1956)
- Maximilian Klas : Manfred Wekwerth
- Marie Luise Stahl : Angelika Hurwicz
- Leonie Benesch : Elisabeth Hauptmann, jeune
- Maria Dragus (comme Maria-Victoria Dragus) : Regine Lutz (de)
- Anna Herrmann : Käthe Reichel
- Friederike Becht : Marianne Zoff
- Jaroslava Laufenová : Elisabeth Hauptmann, plus âgée
- Götz Schubert : Ernst Busch
- Franz Dinda : Egon Monk
- Havelka Vojtech : Hans Bunge
- Vincent Redetzki : Martin Pohl (de)
- Thimo Meitner : Walter Brecht (de)
- Anatole Taubman : Ernst Josef Aufricht (de)
- Kerstin Thielemann : Marie Röcker
- Stella Adorf : Sophie Brecht